# Годлінзе
Годлінзе (нід. Godlinze, нід. вимова: [ɣɔdˈlɪnzə]) — село в нідерландській провінції Гронінген. Входить до складу муніципалітету Емсделта.
Його площа становить 0,26км², а населення станом на 2021 рік складало 240 осіб.
Перші згадки про населений пункт датуються 10-11 сторіччями.

## Галерея

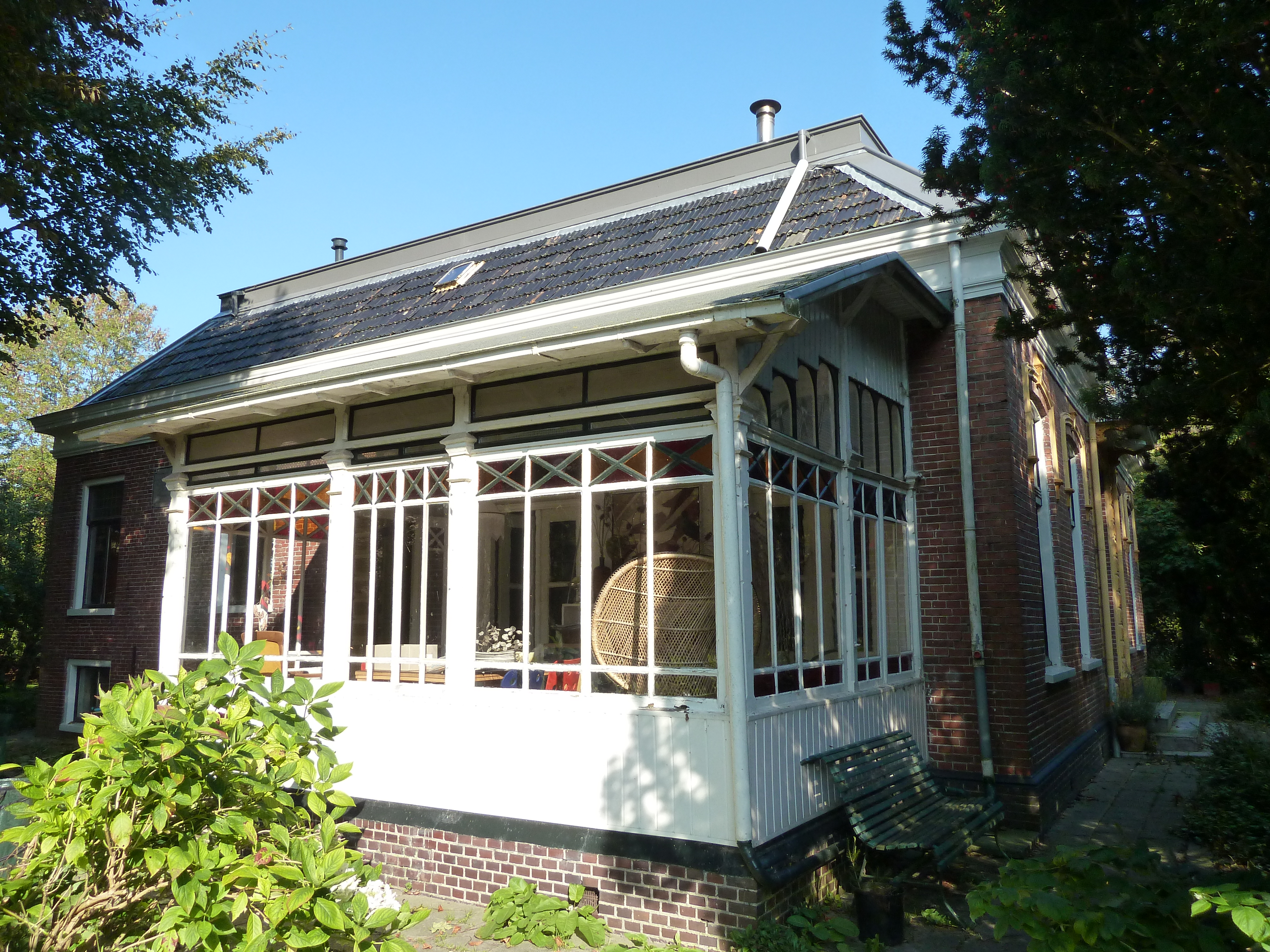
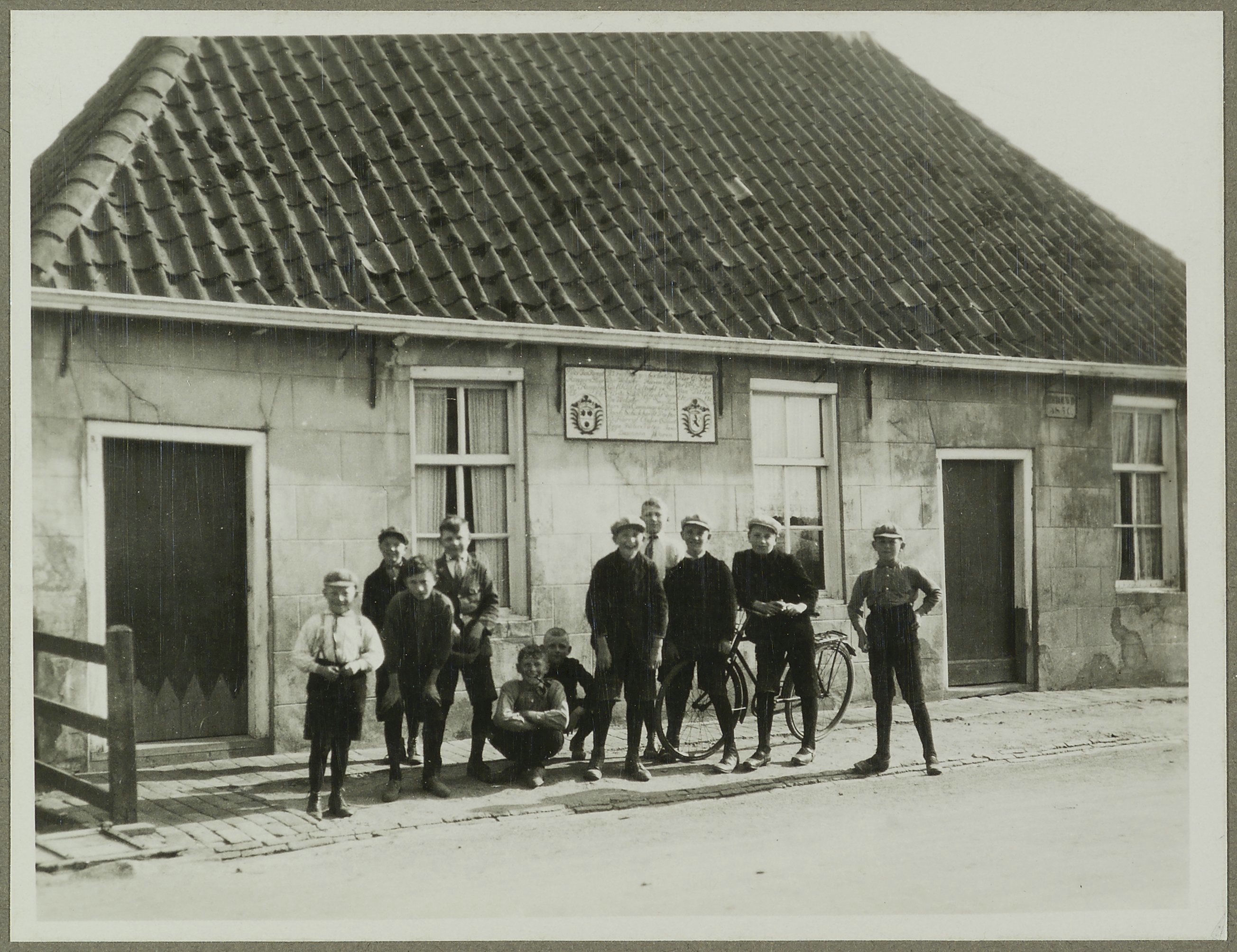
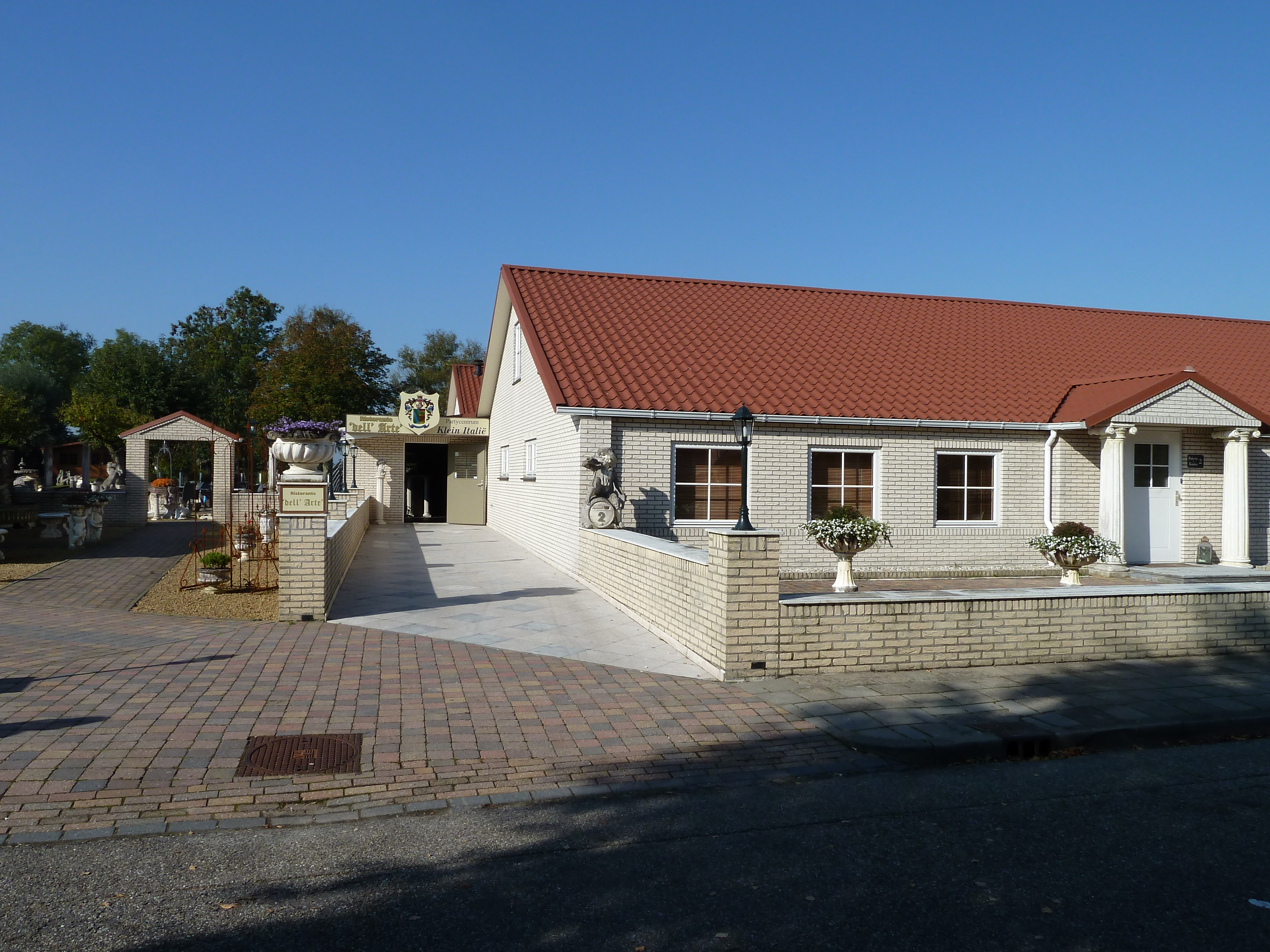
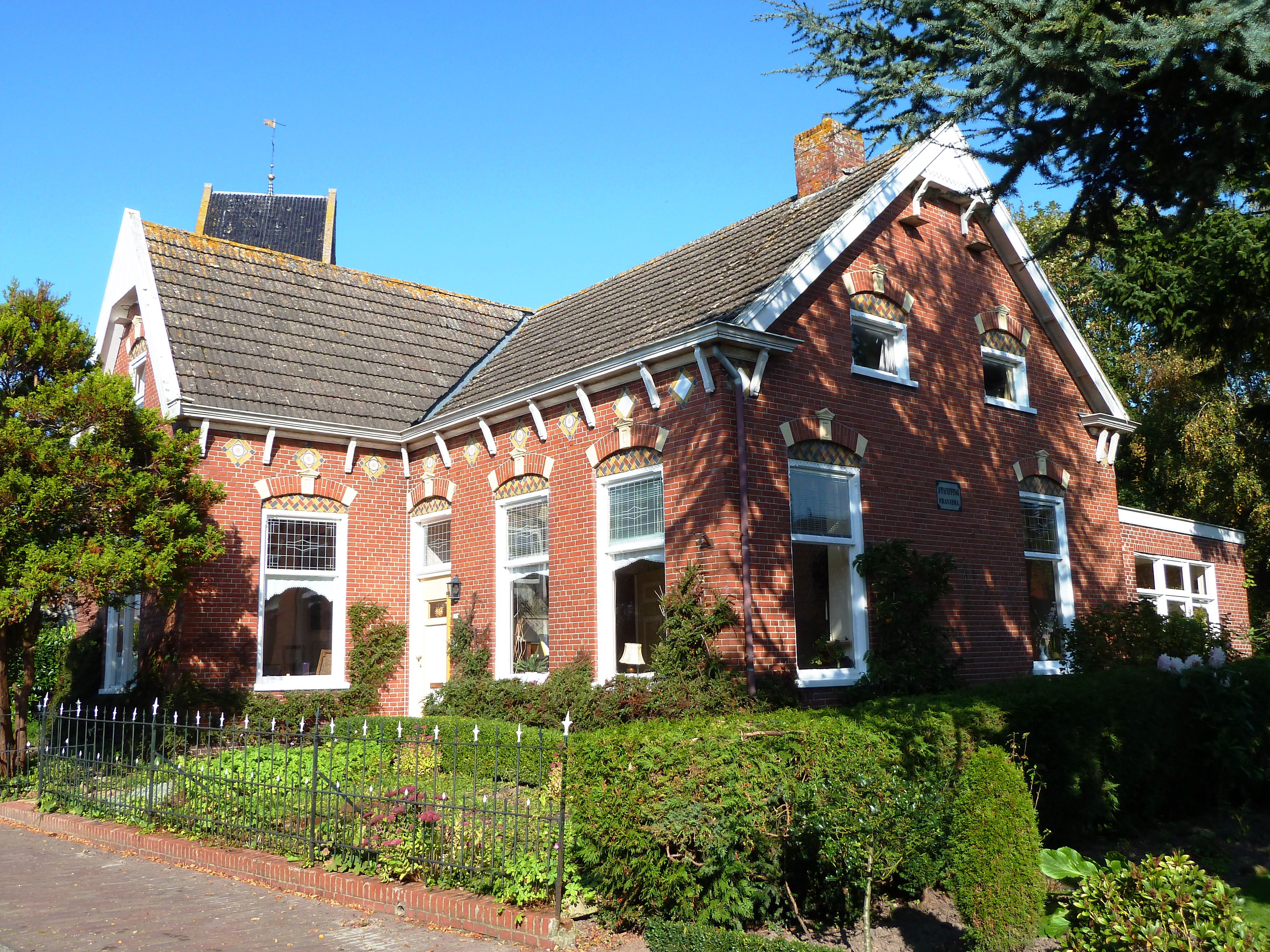